# اسکی‌عرب
اسکی‌عرب (به ازبکی: Eskiarab) یک منطقهٔ مسکونی در ازبکستان است که در ولایت فرغانه واقع شده‌است. اسکی‌عرب ۲۲ کیلومتر مربع مساحت و ۸٬۷۸۱ نفر جمعیت دارد و ۴۶۵ متر بالاتر از سطح دریا واقع شده‌است.